# Carnabone
Nella mitologia greca,  Carnabone  era il nome di uno dei re dei Geti.

## Il mito
Ai tempi del mito vi era un servitore di Demetra, la dea dell'agricoltura che aveva il compito di far conoscere al mondo intero cosa fosse il grano, il carro che lo trasportava era trainato da due draghi: il suo nome era Trittolemo. Arrivato nei luoghi dove Carnabone viveva egli lo accolse con ospitalità, ma in seguito attacco il messaggero e uccise uno dei due draghi.
Appena Demetra venne a sapere del misfatto accorse salvando il suo aiutante e portando Carnabone negli astri. Lo tramutò proprio nell'intento di uccidere un drago.

### Fonti
- Igino, Astronomica 2, 14
- Erodiano,  IX, 29

### Moderna
- Luisa Biondetti, Dizionario di mitologia classica, Milano, Baldini&Castoldi, 1997, ISBN 978-88-8089-300-4.
- Anna Ferrari, Dizionario di mitologia, Litopres, UTET, 2006, ISBN 88-02-07481-X.
- Pierre Grimal, Enciclopedia della mitologia 2ª edizione, Brescia, Garzanti, 2005, ISBN 88-11-50482-1. Traduzione di Pier Antonio Borgheggiani